# شعب الملي (السبرة)

تعديل مصدري - تعديل

شعب الملي محلة تابعة لقرية الشقات، التابعة لعزلة بلادالشعيبي العليا بمديرية السبرة إحدى مديريات محافظة إب في الجمهورية اليمنية.، بلغ تعداد سكانها 25 حسب تعداد اليمن لعام 2004.